# Диоцез Испания
Диоцез Испания (лат. Dioecesis Hispaniae) — один из трёх диоцезов, входивших в галльскую преторианскую префектуру.
Начиная с реформ Диоклетиана в 293 году, Испания являлась одним из трёх диоцезов, регулируемых викарием после разделения империи, Испания вошла в состав Запада. Центр диоцеза располагался в городе Эмерита Августа (современная Мерида), состоял диоцез из пяти провинций Иберийского полуострова: Мавретания Тингитанская, Бетика, Балеары, Карфагеника, Тарраконика, Галлика, Лузитания. Испания была потеряна Римом в начале V века в результате вторжения вестготов и начавшихся в то же время восстаний басков и кантабров. В результате на территории испанского диоцеза возникло Королевство вестготов.